# Resolución 56 del Consejo de Seguridad de las Naciones Unidas
La Resolución 56 del Consejo de Seguridad de las Naciones Unidas, adoptada el 19 de agosto de 1948, habiendo recibido comunicaciones del Mediador de las Naciones Unidas sobre la situación en Jerusalén, el Consejo dirigió la atención de los gobiernos y autoridades a la Resolución 54 del Consejo de Seguridad de las Naciones Unidas. El Consejo decidió que todas las partes implicadas debían asumir la responsabilidad directa de todas sus fuerzas regulares e irregulares, que debían utilizar todos los medios disponibles para evitar que se rompiera la tregua y que cualquier grupo o sujeto que lo hiciera debía ser sometido a un rápido juicio.
El Consejo también decidió que ninguna parte podría violar la tregua como represalia por otra violación y que ninguna parte tendría derecho a obtener ventajas militares o políticas mediante la violación de la tregua.
La resolución fue votada por partes. Por lo tanto, no se votó la totalidad de la resolución.